# Paraplagusia
Paraplagusia es un género de pez de la familia Cynoglossidae en el orden de los Pleuronectiformes.

## Especies
Las especies de este género son:
- Paraplagusia bilineata (Bloch, 1787)
- Paraplagusia blochii (Bleeker, 1851)
- Paraplagusia guttata (Macleay, 1878)
- Paraplagusia japonica (Temminck & Schlegel, 1846)
- Paraplagusia longirostris Chapleau, Renaud & Kailola, 1991
- Paraplagusia sinerama Chapleau & Renaud, 1993